# América (roman)
Pour les articles homonymes, voir Curtain et América.
América (titre original : The Tortilla Curtain) est un roman américain de T. C. Boyle publié en 1995 aux États-Unis et paru en français le 30 avril 1997 aux éditions Grasset. Ce roman a reçu la même année le prix Médicis étranger.

## Résumé
Un soir, à proximité du Topanga Canyon, en lointaine périphérie de Los Angeles, Delaney heurte un piéton qui surgit devant son automobile : il s'agit de Cándido, un Mexicain vivant clandestinement en Californie, avec sa compagne América, qui est enceinte. Cándido, sérieusement blessé, disparaît en acceptant un billet de 20 dollars donné par Delaney, mais continue à le hanter. Le roman met en parallèle, chapitre par chapitre, les destinées de ces personnages. Cándido et América doivent lutter pour la survie dans un pays qui ne veut pas d'eux mais tire profit de leur force de travail. Delaney, qui écrit une chronique sur la faune et la flore des environs dans un magazine, et son épouse Kyra, agent immobilier à succès, vivent dans un lotissement qui se replie sur lui-même : une grille à l'entrée est installée par peur des immigrés, malgré l'opposition de Delaney, libéral dans l'âme mais gagné progressivement par la colère.

## Éditions
- América, éditions Grasset, 1997  (ISBN 2-246-51751-6).